# Kamejama (císař)
Kamejama (japonsky 亀山天皇, Kamejama-tennó, 9. července 1249 – 4. října 1305) byl devadesátý císař Japonska v souladu s tradičním pořadím posloupnosti.  Vládl od 9. ledna 1259 do své abdikace 6. března 1274.
Princ, jehož osobní jméno (imina) před nástupem na Chryzantémový trůn znělo Cunehito (恒仁親王), byl sedmým synem císaře Go-Sagy. Posmrtné jméno císaře Kamejamy je odvozeno od místa jeho posledního odpočinku. 

## Události za Kamejamova života
Roku 1258 se tehdy devítiletý princ Cunehito stal korunním princem.
V roce 1259 přinutil klášterní císař Go-Saga svého 15letého syna Hisahita (Go-Fukakusu), aby se vzdal trůnu ve prospěch svého mladšího bratra prince Cunehita. Stalo se tak ve 14. roce Go-Fukakusova panování. Nedlouho poté, co císař abdikoval a jeho mladší bratr se stal císařem, usedl Cunehito na Chryzantémový trůn.
Roku 1265 dorazili do Japonska vyslanci mongolského vládce Kublaje (Kublaj-chána). Jejich vojenský doprovod cestou do Japonska drancoval ostrovy. Vyslanci přednesli Japoncům výzvu svého vládce, aby se podrobili jeho vládě. Císař a jeho dvůr navrhli kompromis, ale šógun, který představoval výkonnou moc šógunátu Kamakura, je ignoroval. Mongolská delegace byla poslána zpět. 
V roce 1266 byl z Kamakury, jež byla sídelním městem šógunátu, odvolán 6. kamakurský šógun princ Munetaka, nejstarší syn císaře Go-Sagy. V úřadu jej nahradil jeho teprve dvouletý syn Korejasu, který se stal 7. kamakurským šógunem. Princ Korejasu v úřadu šóguna vydržel celých 23 let, do roku 1289.
Roku 1274 odstoupil císař Kamejama z trůnu ve prospěch svého syna prince Johita (世仁親王), jenž se posléze stal císařem Go-Udou. Kamejama pak dál uplatňoval moc z pozice klášterního císaře. V témže roce vpadli Mongolové do Japonska podruhé. Kamejama se osobně modlil ve Velké svatyni v Ise a 15. srpna 1281 požádal bohyni Amaterasu jménem Japonska o zásah.
Šógunátní vláda však sledovala Kamejamovo konání s podezřením a v roce 1287 donutila na podnět nespokojeného bývalého císaře Go-Fukakusy císaře Go-Udu k abdikaci. Na uvolněné místo na trůnu nato usedl Go-Fukakusův druhý syn princ Hirohito (熈仁親王), jenž se poté stal císařem Fušimim. Kamejamova klášterní vláda tak byla přerušena.
Roku 1289 se 7. syn bývalého císaře Go-Fukakusy, princ Hisaaki (久明親王), stal 8. kamakurským šógunem, což posílilo pozici Go-Fukakusovy linie Džimjóin-tó. Kamejama nato propadl malomyslnosti a stal se mnichem zenové sekty. Díky tomu začal zenbuddhismus pomalu pronikat i mezi dvorskou šlechtu. 
V roce 1291 pomohl Kamejama založit zenbuddhistický chrám Nanzendži v Kjótu.

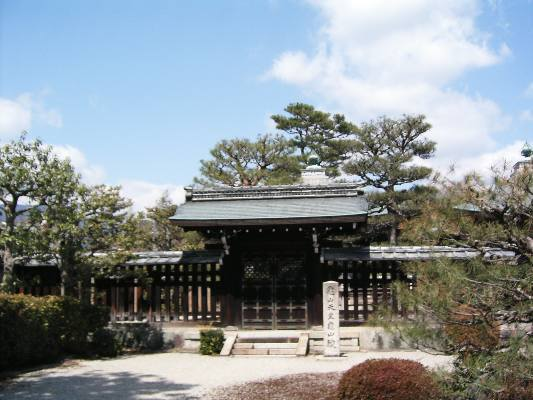
Pamětní šintoistická svatyně v Tenrjúdži a mauzoleum na počest císaře Kamejamy

Roku 1305 bývalý císař Kamejama zemřel. Je pohřben v mauzoleu Kameyama no Misasagi v chrámu Tenrjúdži v Kjótu. O toto císařské mauzoleum pečuje Úřad pro záležitosti japonského císařského dvora.

## Rodina
Císařský princ Cunehito neboli císař Kamejama měl 15 manželek, s nimiž zplodil asi 25 dětí, asi 20 synů a 5 dcer. Jeho druhorozený syn, císařský princ Johito (世仁親王), se posléze stal císařem Go-Udou.  